# Dawid Helman
Dawid Helman (Lajb) (ur. 3 maja 1875 w Częstochowie, zm. 14 listopada 1942 w Łodzi) – lekarz laryngolog pochodzenia żydowskiego.

## Życiorys
Po ukończeniu szkoły średniej studiował na Wydziale Lekarskim Cesarskiego Uniwersytetu Warszawskiego, tam też w 1900 r. uzyskał doktorat medycyny w zakresie laryngologii.
Po odbyciu praktyki w kraju i za granicą zamieszkał w Łodzi (1902). Podczas wojny rosyjsko-japońskiej służył na Dalekim Wschodzie jako asystent w oddziale laryngologicznym szpitala wojskowego. Ponownie wcielony do wojska w 1914 r., został skierowany na front południowo-zachodni. Wydarzenia rewolucyjne 1917 r. zastały go w Czerniowcach, gdzie opiekował się ludnością polską oraz został wybrany do tamtejszego magistratu na przewodniczącego komisji kulturalno-oświatowej działającej w Domu Polskim.
Przenoszony kolejno do różnych szpitali wojskowych, znalazł się w Petersburgu, skąd w połowie 1918 r. powrócił do Łodzi, gdzie został lekarzem oddziału czołgów w 31 pułku Strzelców Kaniowskich i ordynatorem oddziału laryngologicznego Szpitala Okręgowego. Do wybuchu II wojny światowej prowadził praktykę prywatną. Pracował też w Instytucie Leczenia Radem Łódzkiego Towarzystwa Zwalczania Raka.
Był członkiem i wchodził w skład zarządu Łódzkiego Esperanckiego Towarzystwa w Łodzi (Lodza Esperanto-Societo), członkiem Komisji Gospodarczej przy Wydziale Zdrowotności Publicznej, prezesem sekcji łódzkiej Towarzystwa Otolaryngologów (1926–1928), zastępcą prezesa zarządu Izby Lekarskiej Łódzkiej. Był członkiem zarządu łódzkiego oddziału Towarzystwa Opieki nad Zwierzętami.
Mieszkał przy ul. Piotrkowskiej 68.
Po ustanowieniu niemieckiej administracji w Łodzi podczas II wojny światowej został członkiem zatwierdzonej 5 listopada 1939 r. Rady Starszych. Aresztowany 11 listopada w czasie jej pierwszego posiedzenia, a następnie zwolniony, wszedł w skład drugiej Rady, ukonstytuowanej w lutym 1940 r., z upoważnienia której kierował Wydziałem Zdrowia Gminy Żydowskiej. Został deportowany do getta i do całkowitego zamknięcia getta przez Niemców (30 kwietnia 1940) był zastępcą przełożonego Starszeństwa Żydów Chaima Rumkowskiego. Helmana na tym stanowisku zastąpił dr Leon Szykier, a on sam pracował jako lekarz.
Zmarł 14 listopada 1942 roku. Pochowany na cmentarzu żydowskim w Łodzi (kwatera lewa D). Jego żona Paulina (1888-1944) zginęła w Auschwitz.